# Skandalen (film, 1989)
Skandalen (originaltitel: Scandal) är en brittisk film från 1989 baserad på Profumoaffären.

## Handling
En engelsk osteopat låter en ung exotisk danserska bo hos sig. Han blir hennes vän och mentor. Deras livsstil och frihet hotas när det blir officiellt att hon har en affär med krigsministern.

## Om filmen
Filmen är inspelad i London och hade premiär i Storbritannien den 3 mars 1989. Filmen hade svensk premiär den 14 juli 1989 och är tillåten från 15 år.

## Rollista (urval)
- John Hurt - Stephen Ward
- Joanne Whalley - Christine Keeler
- Bridget Fonda - Mandy Rice-Davies
- Ian McKellen - John Profumo
- Britt Ekland - Mariella Novotny
- Daniel Massey - Mervyn Griffith-Jones

## Musik i filmen
- Nothing Has Been Proved av Pet Shop Boys framförd av Dusty Springfield

## Utmärkelse
- 1990 - Political Film Society - PFS Award - Exposé